# Diane Neal
Diane Neal, född 17 november 1976 i Alexandria, Virginia, USA, är en amerikansk skådespelare. Hon är mest känd i rollen som ”Casey Novak” i TV-serien Law & Order: Special Victims Unit (2001–2008).